# Livilla hodkinsoni
Livilla hodkinsoni är en insektsart som först beskrevs av Burckhardt 1979.  Livilla hodkinsoni ingår i släktet Livilla och familjen rundbladloppor. Inga underarter finns listade i Catalogue of Life.